# História da Música Brasileira
Nota: se procura a história geral da música brasileira, consulte Música do Brasil.
História da Música Brasileira foi um projeto de pesquisa e divulgação lançado em 1998/1999, que resultou na série de 10 vídeos e 2 CDs, produzidos em São Paulo, pelo CEPEC, com patrocínio da Telebras, sob a direção de Ricardo Kanji (diretor artístico, regente e apresentador), Ricardo Maranhão (historiador), Paulo Castagna (musicólogo) e Reinaldo Volpato (diretor de TV), com o Vox Brasiliensis Coro e Orquestra, regido por Ricardo Kanji, e a Orquestra Sinfonia Cultura, da Fundação Padre Anchieta, dirigida por Lutero Rodrigues.

## Histórico
O projeto foi idealizado em 1997, inicialmente pelo flautista e regente Ricardo Kanji e pelo musicólogo Paulo Castagna. Patrocinado pela Telecomunicações Brasileiras S.A. (Telebras) com incentivo da Lei Rouanet, o projeto foi produzido durante todo o ano de 1998 e início de 1999, pelo Centro de Produções Editoriais e Culturais (CEPEC), dirigido por Ricardo Maranhão, com direção de imagem de Reinaldo Volpato. As gravações e filmagens foram feitas no Teatro Cultura Artística (edifício anterior ao incêndio de 2008) no Anfiteatro de Convenções e Congressos da Universidade de São Paulo e na igreja da Ordem Terceira de São Francisco de São Paulo ao longo do ano de 1998. O lançamento dos dois CDs ocorreu no final de 1998, mas a estreia dos episódios em vídeo foi feita em 3 de abril de 1999 na TV Cultura, que, além de outras emissoras, os reapresentou várias vezes nos anos seguintes.
O projeto contou com um grupo especificamente formado para o projeto e denominado Voz Brasiliensis Coro e Orquestra, mas também incluiu vários solistas de destaque, como Cláudio Cruz (violino), Betina Stegman (violino), Horácio Schaeffer (viola), Rosana Lanzelotte (cravo e órgão), Regina Schlochauer (piano), Dimos Goudaroulis (violoncelo), Ivan Vilela (viola caipira), João Carlos Dalgalarrondo (percussão), Pedro Couri (contratenor), Francisco Gato (guitarra barroca), Guilherme de Camargo (violão clássico e romântico) e outros, além do próprio Ricardo Kanji (flauta). As obras sinfônicas de grande porte, nos episódios 8, 9 e 10 foram gravadas pela orquestra Sinfonia Cultura, da Fundação Padre Anchieta, dirigida por Lutero Rodrigues.
Os episódios foram construídos a partir de pesquisas, textos de Paulo Castagna elaboradas especificamente para o projeto, mais tarde reutilizados como apostilas didáticas. A pesquisa de repertório foi feita por esse musicólogo e por Ricardo Kanji, com algumas edições musicais de Paulo Castagna especialmente realizadas para esse projeto, enquanto os roteiros foram construídos por Ricardo Maranhão (episódios 1-5) e por Victor Navas (episódios 6-15). Embora tenham sido planejados 6 CDs e 15 episódios em vídeo, somente  2 CDs (1998) e 10 vídeos (1999) foram efetivamente lançados. Os CDs foram comercializados pelo selo Eldorado, enquanto os vídeos foram comercializados em VHS pelo selo Frontlog.

## CDs

### Conteúdo

#### Volume 1
♦ Anônimo (séc. XVIII) - Asperges me / Domine hyssopo
♦ Inácio Parreiras Neves (c.1730-c.1791) - Antífona de Nossa Senhora
♦ Manoel Dias de Oliveira (c.1735-1813) - Encomendação de almas
♦ José Joaquim Emerico Lobo de Mesquita? (1746?-1805) - Ego enim accepi a Domino
♦ Francisco Gomes da Rocha (c.1754-1808) - Novena de Nossa Senhora do Pilar
♦ José Alves [Mosca?] (séc. XVIII) - Donec ponam
♦ André da Silva Gomes (1752-1844) - Veni Sancte Spiritus
♦ José Maurício Nunes Garcia (1767-1830) - Tota pulchra es Maria; Dies sanctificatus; Justus cum ceciderit (Moderato)
♦ Anônimo (Francisco Martins? c.1620-1680) - Pueri Hebræorum
♦ Manuel Cardoso (1566-1659) - Ex tractatu Sancti Augustini
♦ Anônimo (Manoel Dias de Oliveira?) - Bajulans
♦ Manoel Dias de Oliveira? (c.1735-1813) - Surrexit Dominus
♦ Luís Álvares Pinto (c.1713-c.1789) - Divertimentos harmônicos
♦ Anônimo (início do séc. XVIII) - Matais de incêndios

#### Volume 2
♦ Anônimo (início do séc. XIX) - Lundu
♦ Anônimo (séc. XVII) - Marinículas
♦ Marcos Portugal (1762-1830) - Você trata amor em brinco
♦ Anônimos - Canções recolhidas no Brasil por C.P.F. von Martius (entre 1817-1820)
♦ Marcos Portugal? - Marília de Dirceu: Ah! Marília, que tormento (Ária VIII)
♦ José Maurício Nunes Garcia (1767-1830) - Beijo a mão que me condena
♦ Anônimo (1759) - Herói, egrégio, douto, peregrino (Cantata Acadêmica)
♦ José Joaquim Emerico Lobo de Mesquita (1746?-1805) - Bênção das Cinzas e Missa para a Quarta-feira de Cinzas
♦ Luís Álvares Pinto (c.1713-c.1789) - Lições de solfejos XX, XIX, XXII, XXIII e XXIV
♦ José Maurício Nunes Garcia (1767-1830) - Lições de pianoforte I-XII e II-V; Abertura em Ré; Abertura Zemira

### CDsonline
- «História da Música Brasileira, v.1 - Período Colonial I»
- «História da Música Brasileira, v.2 - Período Colonial II»

## Vídeos

### Conteúdo
Episódio : Introdução e primeiros tempos da música no Brasil. Inicia-se com a Abertura Zemira de José Maurício Nunes Garcia, a vinheta sonora da série. Ricardo Kanji apresenta, em seguida, uma introdução ao projeto, que inclui uma conversa com Paulo Castagna sobre o trabalho com manuscritos musicais, no Arquivo da Cúria Metropolitana de São Paulo. Informações gerais sobre o início do domínio europeu do Brasil e sobre a relação com os indígenas e africanos são ligadas à atividade musical dos séculos XVI, XVII e princípios do XVIII, com vários exemplos sonoros, incluindo Matais de incêndios, a mais antiga composição polifônica em português encontrada em um manuscrito musical brasileiro.
Episódio 2: A música setecentista no Brasil. Aborda a música de tradição europeia composta em Pernambuco, Bahia e São Paulo no século XVIII. Embora a maior parte das obras musicais escritas no Nordeste brasileiro dessa época tenha sido perdida, o programa tenta apresentar um panorama da produção que ocorreu nessas regiões antes da Independência. O repertório estende-se das obras portuguesas cantadas no Brasil até as composições que apresentam mistura de elementos musicais de vários estilos, incluindo o melodismo da ópera italiana, mesmo na música sacra. Escritas em uma fase escravocrata, na qual essas regiões brasileiras eram marcadas pelo genocídio das comunidades indígenas e apropriação de suas terras para a exploração agropecuária, as obras apresentadas neste programa refletem a cultura dos europeus que se beneficiavam do sistema sócio-econômico imposto às comunidades locais. Mesmo assim, algumas idéias e sonoridades africanas já eram presentes nos lundus que circulavam por várias camadas sociais e mesmo em algumas canções que a elite portuguesa praticava em suas residências.
Episódios 3: A música no período áureo de Minas Gerais. Aborda a perseguição da música africana pelas autoridades eclesiásticas da época, o cultivo da música sacra nas igrejas e as canções portuguesas no ambiente doméstico, observando-se, em algumas dessas canções, o interesse português pela visão de mundo africana. Entre obras de compositores portugueses, como o Pueri Hebræorum para três vozes e baixo e talvez o Bajulans para quatro vozes e baixo, este episódio apresenta composições mineiras de Francisco Gomes da Rocha (c.1754-1808), Manuel Dias de Oliveira (c.1735-1813) e Inácio Parreiras Neves (c.1730-c.1791). Também foi dedicado espaço, neste episódio, à arquitetura sacra e ao órgão histórico da Catedral de Mariana, construído na primeira metade do século XVIII e de Portugal enviado a Minas Gerais por ordem real em 1750.
Episódio 4: Ouro, diamantes e música em Minas. Dedicado aos compositores mineiros e afro-descententes José Joaquim Emerico Lobo de Mesquita e João de Deus de Castro Lobo. O primeiro deles nasceu na Vila do Serro, por volta de 1746 e transferiu-se para o Arraial do Tijuco (atual Diamantina) cerca de trinta anos depois, onde viveu seu período mais produtivo, transferindo-se em 1798 para Vila Rica, e em 1801 para o Rio de Janeiro, onde exerceu o cargo de organista da Ordem Terceira do Carmo até sua morte, em 1805. Castro Lobo nasceu em Vila Rica em 1794 e faleceu em Mariana em 1832, cidade na qual desempenhou os cargos de mestre da capela e organista da catedral, trabalhando junto ao órgão que foi assunto do terceiro episódio desta série. Entre as obras de Lobo de Mesquita, foi incluído o Ego enim accepi a Domino (Lição VIII das Matinas de Quinta-feira Santa), que mais provavelmente foi escrito por Jerônimo de Sousa Lobo em Vila Rica, em fins do século XVIII ou princípios do século XIX.
Episódio 5: José Maurício Nunes Garcia: um brasileiro nos ouvidos da Corte. Dedicado à música de José Maurício Nunes Garcia (1767-1830), o mais representativo compositor afro-descendente de música sacra dos séculos XVIII e XIX. O episódio inicia-se com sua primeira composição conhecida, Tota pulchra es Maria (1783), escrita aos 16 anos de idade, e inclui informações sobre sua ordenação sacerdotal, seu desenvolvimento profissional e sua relação com a elite monárquica e com o compositor Marcos Portugal, que chegou ao Rio de Janeiro em 1811 para assumir a função de compositor da corte. Além de obras sacras, o programa apresenta, na íntegra, duas de suas peças orquestrais: as Aberturas em Ré e Zemira.
Episódio 6: A música da Independência. Aborda a atividade musical no Rio de Janeiro em torno do ano da Independência (1822), com muitas informações e imagens históricas. Destacam-se as obras de José Maurício Nunes Garcia (1767-1830), principalmente as profanas. O episódio inclui também a finalização do Requiem de Mozart por Sigismund Neukomm (1778-1858) no Rio de Janeiro e a apresentação, na íntegra, do primeiro movimento do primeiro Dueto concertante para dois violinos de Gabriel Fernandes da Trindade (a mais antiga composição camerística brasileira), pelos violinistas Cláudio Cruz e Betina Stegman. O programa aborda, ainda, a história dos principais hinos políticos compostos na ocasião, como o Hino Constitucional Brasiliense (hoje o Hino da Independência) - cuja letra de Evaristo da Veiga foi musicada por Pedro I - e o Hino ao Sete de Abril (hoje o Hino Nacional), com a letra original de Ovídio Saraiva de Carvalho e Silva, que comemorava a abdicação de Pedro I e seu retorno a Portugal, em 1831.
Episódio 7: Saraus, danças e intimidades. Explora a música usada no ambiente doméstico brasileiro do século XIX. Canções (como modinhas e lundus) envolviam a expressão dos sentimentos amorosos (presentes ou perdidos), o humor e a sátira, sendo muito comuns em reuniões familiares e sociais daquele período. As danças, por sua vez, eram destinadas às festas e comemorações, sendo as principais, nessa época, a polca, a quadrilha, a mazurca e a valsa, abordadas nessa ordem. Embora tenham circulado, no Brasil do século XIX, tanto obras locais quanto internacionais, este episódio apresenta composições brasileiras destinadas ao meio doméstico da elite do período, abordando também as questões sociais envolvidas nesse repertório.
Episódio 8 - Carlos Gomes, o emblema da ópera no Brasil. Dedicado ao compositor Antônio Carlos Gomes (1836-1896), primeiro autor brasileiro de óperas a ter adquirido notoriedade na Europa. O episódio discorre sobre sua formação em Campinas, São Paulo e Rio de Janeiro, e sobre sua vida profissional no Brasil e na Itália, apresentando obras menos conhecidas de sua produção, entre elas, peças para piano como as polcas Caiumba e Nini, canções como o Hino à Mocidade Acadêmica, a modinha Quem sabe, a ária Conselhos, o prelúdio da ópera A noite do castelo e a Sonata em Ré maior para cordas, que recebeu do autor o subtítulo Burrico de pau.
Episódio 9 - Romantismo: um Brasil para poucos. Dedicado ao movimento musical romântico brasileiro e suas contradições sociais. Embora a sociedade brasileira da segunda metade do século XIX tenha optado pela progressiva extinção do sistema escravocrata, a elite urbana cultivou uma cultura de origem branca e européia, o mais isenta possível dos costumes populares. Foram assim criados os primeiros clubes de concertos, destinados à prática de óperas, sinfonias, concertos para instrumento e orquestra, danças de salão, canções e música de câmara, compostas principalmente por europeus, mas que incluiu alguns autores brasileiros filiados à tradição européia. Nesse ambiente, a partir da década de 1870, a elite brasileira iniciou a assimilação do romantismo europeu, estimulando o surgimento de compositores inteiramente dedicados a essa tendência, como Henrique Oswald (1852-1931), Leopoldo Miguez (1850-1902) e Alberto Nepomuceno (1864-1920), dos quais são apresentadas neste algumas obras pianísticas, camerísticas e sinfônicas.
Episódio 10 - Romantismo e patriotismo: afinal, somos brasileiros? Aborda a Belle Époque brasileira, um período situado entre as últimas décadas do século XIX e primeiras do século XX e caracterizado pela criação de uma cultura urbana baseada no ideal europeu (principalmente francês) de civilização, que incluía a discriminação social e cultural. Além da adoção do romantismo franco-germânico no repertório dos teatros e escolas de música, proliferaram-se, nas danças de salão dessa fase, a abordagem da música popular a partir do olhar europeu, ou seja, como manifestação exótica de uma população inculta, mas que poderia ser civilizada pela arte do Velho Mundo. Como exemplos de tais tendências, estão obras de Alberto Nepomuceno (1864-1920), Brasílio Itiberê da Cunha (1846-1913) e Alexandre Levy (1864-1892).

### Vídeosonline
- «Episódio 1 - Introdução e primeiros tempos da música no Brasil»
- «Episódio 2 - A música setecentista no Brasil»
- «Episódio 3 - A música no período áureo de Minas Gerais»
- «Episódio 4 - Ouro, diamantes e música em Minas»
- «Episódio 5 - José Maurício Nunes Garcia: um brasileiro nos ouvidos da Corte»
- «Episódio 6 - A música da Independência»
- «Episódio 7 - Saraus, danças e intimidades»
- «Episódio 8 - Carlos Gomes, o emblema da ópera no Brasil»
- «Episódio 9 - Romantismo: um Brasil para poucos»
- «Episódio 10 - Romantismo e patriotismo: afinal, somos brasileiros?»